# آندره فرانکو
آندره فرانکو (انگلیسی: André Franco؛ زادهٔ ۱۲ آوریل ۱۹۹۸) بازیکن فوتبال است.
از باشگاه‌هایی که در آن بازی کرده‌است می‌توان به باشگاه ورزشی اشتوریل پرایا اشاره کرد.